# Grödersby
Grödersby är en kommun och ort i Kreis Schleswig-Flensburg i förbundslandet Schleswig-Holstein i Tyskland.
Kommunen ingår i kommunalförbundet Amt Kappeln-Land tillsammans med ytterligare tre kommuner.